# Шиминьский, Пшемыслав
Пшемыслав Шиминьский (пол. Przemysław Szymiński; родился 24 июня 1994 года, Катовице, Польша) — польский футболист, защитник клуба «Фрозиноне».

## Клубная карьера
Шиминьский — воспитанник клуба «Розвой» из своего родного города. 6 октября 2012 года в матче против «Ключборка» он дебютировал в Первой польской лиге. 1 июня 2013 года в поединке против «Руха» из Здзешовице Пшемыслав забил свой первый гол за «Розвой». В начале 2015 года Шиминьский перешёл в плоцкую «Вислу». 7 марта в матче против «Заглембе» он дебютировал в польской Экстраклассе. 15 июля 2016 года в поединке против «Лехии» Пшемыслав забил свой первый гол за «Вислу».
Летом 2017 года Шиминьский перешёл в итальянский «Палермо». 26 августа в матче против «Специи» он дебютировал в итальянской Серии B.

## Международная карьера
В 2017 году в составе молодёжной сборной Польши Шиминьский принял участие в домашнем молодёжном чемпионате Европы. На турнире он был запасным и на поле не вышел.